# Safe House (serie de televisión)
Safe House es una serie británica transmitida desde el 20 de abril del 2015 hasta ahora por medio de la cadena ITV. 
La serie fue creada por Michael Crompton.
En septiembre del 2015 se anunció que la serie había sido comisionada para una segunda temporada.

## Historia
Después de no haber logrado salvar a un testigo, Robert Carmichael decide renunciar a la policía y junto a su esposa Katy Carmichael abren un hotel al que llaman «Lake District».
Poco después, cuando se les acerca el detective Mark Maxwell (un amigo cercano y excompañero de Robert), quien está buscando un lugar remoto para ofrecerle a una familia como casa de seguridad luego de que se vieran obligados a huir. Al inicio Robert no está de acuerdo, pero finalmente aunque no muy convencido acepta a la familia en el hotel, el cual convierten en una casa de seguridad, cuando David Blackwell llega al hotel junto a su esposa Ali y sus hijos Sam, Louisa y Joe, este les cuenta que un hombre llamado Michael Collarsdale había intentado secuestrar a Joe y había apuñalado hasta la muerte a un hombre que había intentado prevenir el secuestro.
Poco a poco, Robert se ve inmerso en un juego del «gato y el ratón» entre Michael, un delincuente peligroso, y los Blackwell, la familia que está tratando de proteger.
Más tarde, cuando Gemma, la hermana drogadicta de Ali es asesinada, se revela que en realidad Joe era el hijo de Gemma, que Ali y David lo habían adoptado debido a la adicción de su hermana. También se revela que el responsable de la muerte de Susan, era su esposo, Eddie.
Durante la segunda temporada, cuando Robert y Katy se encuentra finalmente instalados en el hotel, sucede un nuevo crimen después de que John Channing, su novia Julie Delaney y su hija Dani habían estado fuera disfrutando de una celebración y cuando vuelven a su casa un desconocido los ataca y secuestra a Julie.

## Personajes[4]

### Personajes principales
| Actor                 | Personaje         | Ocupación                         | Nº de episodios | Duración        |
| --------------------- | ----------------- | --------------------------------- | --------------- | --------------- |
| Christopher Eccleston | Robert Carmichael | ex-Detective de la Policía        | 5               | 2015 - presente |
| Marsha Thomason       | Katy Carmichael   | Maestra                           | 5               | 2015 - presente |
| Paterson Joseph       | Mark Maxwell      | Detective Inspector de la Policía | 4               | 2015 - presente |

### Personajes recurrentes
| Actor              | Personaje       | Ocupación            | N.º de episodios | Duración        |
| ------------------ | --------------- | -------------------- | ---------------- | --------------- |
| Christine Tremarco | Becky Gallacher | Detective Inspectora | 4                | 2015 - presente |

### Próximos personajes
| Actor             | Personaje | Fecha de Aparición |
| ----------------- | --------- | ------------------ |
| Steven Mackintosh | -         | 2016               |
| Ashley Walters    | -         | 2016               |
| Sacha Parkinson   | -         | 2016               |
| Cathy Tyson       | -         | 2016               |

### Antiguos personajes recurrentes
| Actor             | Personaje           | Ocupación                        | N.º de episodios | Duración |
| ----------------- | ------------------- | -------------------------------- | ---------------- | -------- |
| Jason Merrells    | David Blackwell     | Guardia de Prisión               | 4                | 2015     |
| Nicola Stephenson | Ali Blackwell       | -                                | 4                | 2015     |
| James Burrows     | Sam Blackwell       | Estudiante                       | 4                | 2015     |
| Harriet Cairns    | Louisa Blackwell    | -                                | 4                | 2015     |
| Max True          | Joe Blackwell       | -                                | 4                | 2015     |
| Peter Ferdinando  | Michael Collarsdale | ex-Convicto y Vendedor de Drogas | 4                | 2015     |
| Kelly Harrison    | Susan Reynolds      | -                                | 4                | 2015     |
| Nicholas Moss     | Ben                 | -                                | 3                | 2015     |
| David Schofield   | Eddie Reynolds      | -                                | 2                | 2015     |
| Sarah Smart       | Megan               | -                                | 2                | 2015     |
| Eleanor Samson    | Gemma               | -                                | 1                | 2015     |

## Episodios
La serie se compone de cuatro episodios, cada uno siguiendo a un grupo de diferentes huéspedes que se ven obligados a refugiarse en la casa de seguridad. Mientras se cuenta la historia de la razón por la cual llegaron en primer lugar a necesitar de protección.
- La primera temporada estuvo conformada por 4 episodios.
- La segunda temporada estará conformada por 4 episodios.

## Producción
La serie fue comisionada por el director de drama Steve November y la controladora Victoria Fea.
Creada por Michael Crompton, la serie es producida por Andrew Benson y Susan Dunn, cuenta con la participación de los productores ejecutivos Jill Green y Paula Cuddy. 
La compañía productora "Eleventh Hour Films" es la encargada de la distribución de la serie. El DVD de la primera temporada fue lanzado el 25 de mayo del 2015.
En septiembre del 2015 la serie fue renovada para una segunda temporada, la cual se espera comience sus filmaciones en febrero del 2016. La segunda temporada será escrita por Ed Whitmore y Tracey Malone, mientras que el director será Marc Evans.